# Chocó
Chocó es uno de los treinta y dos departamentos que forman la República de Colombia. Su capital es Quibdó. Está ubicado al noroeste del país, en las regiones Andina y Pacífico.
Comprende las selvas del Darién, una pequeña porción del Istmo de Panamá y las cuencas de los ríos Atrato, San Juan y Baudó. Es el único departamento de Colombia con costas en los océanos Pacífico y Atlántico, condición que a nivel de subdivisión nacional solo comparte con la provincia de Veraguas en Panamá en todo el continente. Es igualmente el único departamento limítrofe con Panamá. En ella se encuentra la ecorregión que probablemente tenga la mayor pluviosidad del planeta. A grandes líneas comprende la mitad norte del litoral colombiano en el océano Pacífico. Asimismo, es una de las regiones más biodiversas del mundo. Cuenta con una serie de playas turísticas ubicadas en Acandí, Nuquí y Bahía Solano.

## Toponimia
Es posible que el origen del nombre venga del aimara choque, que significa ‘oro’.

## Historia
Durante la época precolombina el territorio está habitado por el pueblo guna o tule en el golfo de Urabá y el bajo Atrato; los wounaan o noanamaes en el San Juan y los emberás, baudoes o citararaes del Alto Atrato y el Baudó.
En 1501, Rodrigo de Bastidas explora el territorio y Martín Fernández de Enciso hace la primera fundación de una ciudad europea en el continente americano: Santa María la Antigua del Darién en 1510. La ciudad fue abandonada en 1524 por disputas entre los conquistadores y los kunas. El 25 de septiembre de 1513, los europeos descubren el Océano Pacífico y lo llaman Mar del Sur.

#### Palenque de Tadó
Los españoles inician en América el comercio de africanos esclavizados. En 1728, Barule, un esclavo, lideró la más grande insurrección en el Chocó junto a los hermanos Antonio y Mateo Mina. Estos insurrectos fundan el palenque de Tadó en donde Barule es proclamado rey. Lo conforman 120 cimarrones. El 18 de febrero de 1728 tiene lugar la batalla entre el ejército realista y los cimarrones y vencidos estos últimos, Barule y los hermanos Mina son fusilados por el teniente Tres Palacios Mier.

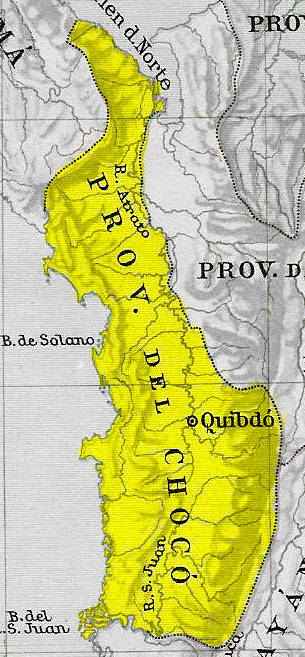
Provincia del Chocó en 1810.

En 1795, Agustina, una esclava abusada por el esclavista Miguel Gómez, quien quería hacerla abortar, lo denuncia ante juez Álvarez Pino, quien falla en contra de ella. En respuesta, ella quema varias haciendas de lo que hoy es el municipio de Tadó.

#### Emancipación
El grito de independencia en la entonces provincia del Chocó se dio el 2 de febrero de 1813.
En 1867 nace el poeta, pedagogo y dirigente chocoano Manuel Saturio Valencia.
Históricamente el territorio de Panamá se extendía por el norte del Chocó colombiano hasta el golfo de Urabá, bajo la jurisdicción de la provincia de Darién. Panamá reclamó dichos territorios tras su separación de Colombia en 1903, especialmente con la ocupación militar en 1908 de Juradó por parte del ejército colombiano, localidad que históricamente Panamá consideró como suya. Con la firma del Tratado Victoria-Vélez, se acordó el establecimiento de la frontera con la ley de 9 de junio de 1855 que marcaba linderos entre los estados del Cauca y Panamá.

#### Historia republicana
La historia republicana del Chocó comenzaría propiamente en 1906 cuando es creada la Intendencia del Chocó, desprendiéndola del Cauca y uniendo las provincias de San Juan y Atrato.
En 1907 nace en Neguá Diego Luis Córdoba, quien sería el primer abogado chocoano y gran defensor de los derechos humanos de los sectores desprotegidos y marginados, especialmente las comunidades negras, las clases obreras y campesinas. Carismático líder que luchó por la creación del Departamento del Chocó, el reconocimiento real del derecho a la educación de las comunidades negras y su valoración en la sociedad colombiana. En ese mismo año, el 6 de mayo en Quibdó, es fusilado Manuel Saturio Valencia (el último colombiano sentenciado a la pena de muerte en el país), acusado de atentar contra los intereses de la sociedad blanca chocoana.
En 1930, Diego Luis Córdoba organiza la Juventud Liberal Universitaria. En 1947 se crea el Departamento del Chocó con capital en la ciudad de Quibdó. En 1948 nace Amir Smith Córdoba en el corregimiento de Cértegui, quien sería uno de los hombres más importantes en la defensa de los derechos y la identidad cultural de las negritudes colombianas.
Córdoba fue sociólogo y periodista, y colaboró en publicaciones nacionales e internacionales; fue fundador del Centro de Investigaciones para el Desarrollo de la Cultura Negra en Colombia. Diego Luis Córdoba murió en 1964 en Ciudad de México, y se constituyó en uno de los colombianos más importantes del siglo XX en la lucha por la defensa de los derechos humanos de las comunidades negras, obreras y campesinas.
Entre los personajes ilustres de la región perteneciente al movimiento periodístico chocoano se encuentra Primo Guerrero, quien fue defensor de las comunidades más desfavorecidas, luchador incansable contra la corrupción política en la década de los años 40 del pasado siglo y firme defensor de los derechos de las comunidades afrocolombianas. Primo Guerrero fue además un destacado periodista fundador en 1940 del periódico En Guardia y amigo personal de Gabriel García Márquez, al que le unió una estimable relación desde sus tiempos de compañeros en el diario bogotano El Espectador (1954), donde García Márquez desempeñaba su labor como reportero y crítico de cine.
En 1977 se crea el parque nacional de Los Katíos, unido al parque nacional Darién de Panamá como parque binacional.
En 1990, algunas organizaciones de protección del medio ambiente y de los derechos humanos protestan contra planes estatales de grandes obras de infraestructura en el Departamento, tales como la construcción de un canal interoceánico o una línea férrea que una el mar Caribe con el Pacífico, dos puertos marítimos sobre el Golfo de Urabá y sobre la Bahía de Cupica, la conexión de la Carretera Panamericana y otras obras.
En 1993 se crea la Corporación Autónoma Regional para el Desarrollo Sostenible del Chocó. El 13 de agosto de 2003 muere Amir Smith Córdoba. Entre el 20 y el 29 de marzo de 2004, por primera vez en la historia 1200 indígenas de los resguardos de Playita, Egoróquera y Unión Baquiaza, del río Opogodó y otros sectores, se ven obligados a huir de su propia tierra a causa de cruentos enfrentamientos entre las FARC y las AUC.
El hecho es solamente una muestra más de la difícil situación de orden público que vive el departamento en algunas de sus regiones, con desplazamientos campesinos, masacres y ejecuciones por parte de los grupos violentos. Es de anotar que algunas regiones turísticas tienen establecidas condiciones de seguridad para los viajeros nacionales e internacionales.

## Geografía

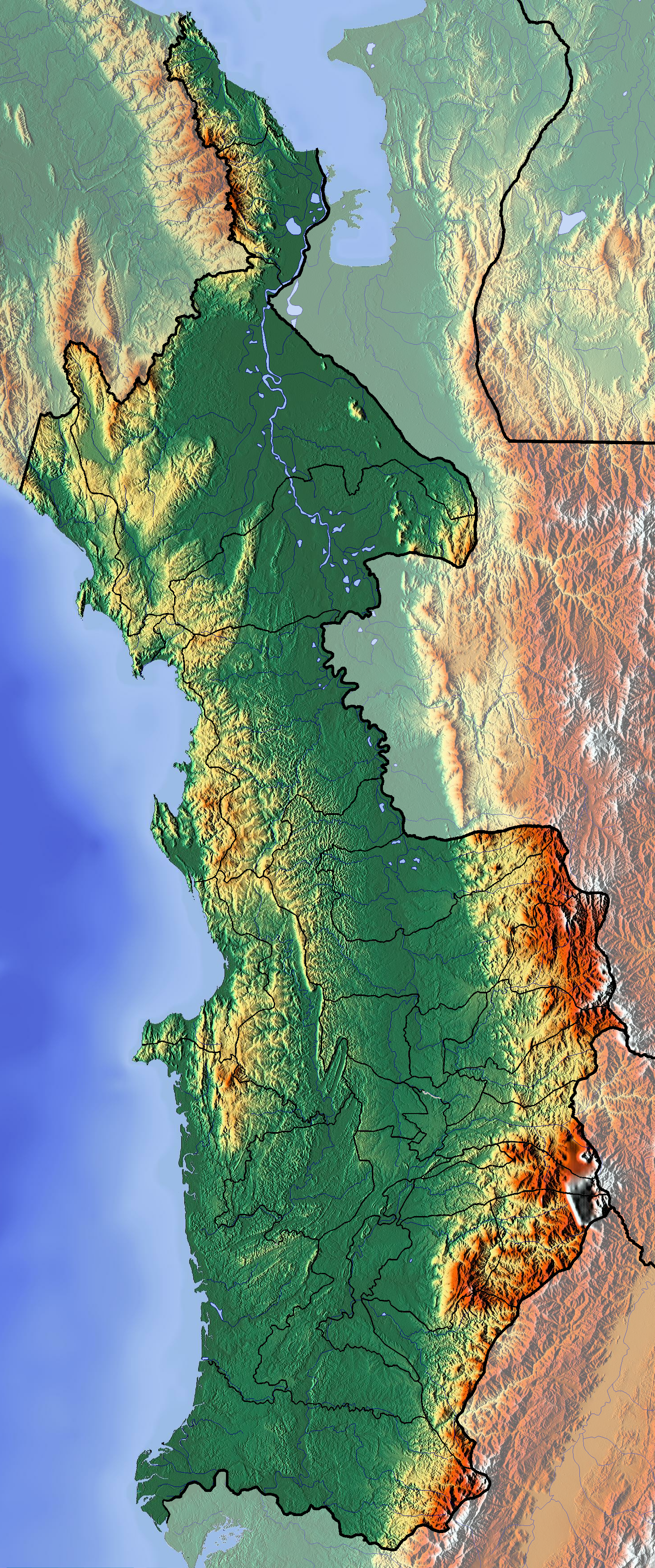
Mapa físico del Chocó

### Ubicación y límites
Localizado entre los 04°00′50″ y 08°41′32″ de latitud norte y los 76°02′57″ y 77°53′38″ de longitud oeste. Tiene una superficie de 44 530 km2 que, en términos de extensión, es similar a la de la República Dominicana. Limita con el mar Caribe, el océano Pacífico, Panamá y varios departamentos:
| Noroeste: Panamá Comarca Emberá-Wounaan (Serranía del Darién) y Provincia de Darién (Serranía del Baudó) | Norte: Mar Caribe (Golfo de Urabá)  | Nordeste: Antioquia (Río Atrato)                                        |
| Oeste: Océano Pacífico                                                                                   |                                     | Este: Antioquia (Río Atrato) Risaralda (Parque nacional natural Tatamá) |
| Suroeste: Océano Pacífico                                                                                | Sur: Valle del Cauca (Río San Juan) | Sureste: Valle del Cauca                                                |

### Fisiografía
El territorio del Chocó en su mayor parte está ocupado por selva ecuatorial, principalmente la del Darién, que hace de límite natural con la República de Panamá y la división entre América del Sur y América Central. Las intenciones de concluir una vía panamericana que vaya de Alaska a la Patagonia se ve bloqueada en este punto defendido por los grupos ecologistas que protegen el frágil ecosistema de la selva del Darién. De hecho el tránsito entre Colombia y Panamá se hace sea por vía aérea o por vía marítima, esta última desde los municipios de Juradó y Bahía Solano exclusivamente.
En la parte norte del departamento, ocupa una pequeña porción del istmo de Panamá entre la costa occidental del Golfo de Urabá y el continente.
Se encuentra en su territorio el parque nacional de Los Katíos (parque binacional con el parque nacional Darién en Panamá), el parque nacional natural Ensenada de Utría y el parque nacional natural Tatamá. El departamento presenta difíciles condiciones geográficas y climáticas, un territorio cubierto de bosques húmedos, con una alta intensidad pluvial, es además una región de escasa infraestructura de acceso y de servicios públicos.
Las principales elevaciones del departamento son:
- Serranía del Baudó: Orientada de norte a sur, paralela a la costa pacífica, selvas vírgenes y hace de límite natural con Panamá (véase también Región del Darién) con un altitud máxima de 1845 m s. n. m. en el Alto del Buey.
- El Alto Puna.
- La Cordillera Occidental de los Andes colombianos se extienden dentro del territorio chocoano en los siguientes altos:
  - La serranía de Los Paraguas
  - Los farallones de Citará
  - Los cerros Iró, Tanamaná, Tátame y Torrá.

### Hidrografía
- Atrato: uno de los ríos más caudalosos del mundo (con relación a su cuenca) y uno de los más importantes del país, nace en el Cerro del Plateado ubicado en el municipio de El Carmen de Atrato, cruza el departamento de sur a norte y desemboca en el Mar Caribe conformando una amplia red fluvial.
- Río San Juan: es el otro gran brazo del Chocó y corre de norte a sur desembocando en el Océano Pacífico.
- Baudó: nace en El Alto Del Buey, que se encuentra en la Serranía del Baudó, un sistema montañoso independiente, al occidente de la cordillera Occidental. Este valle, con precipitaciones que alcanzan los 12,5 m/año separa la costa Pacífica del valle del Atrato, en donde se localiza Quibdó.
- Otros ríos menores son el Andágueda, Apartadó, Bebará, Bebaramá, Bojayá, Cacique, Cupica, Docampadó, Domingodó, Juradó, Munguidó, Opogodó, Quitó, Truandó, Tundó, Valle.

### Accidentes litorales

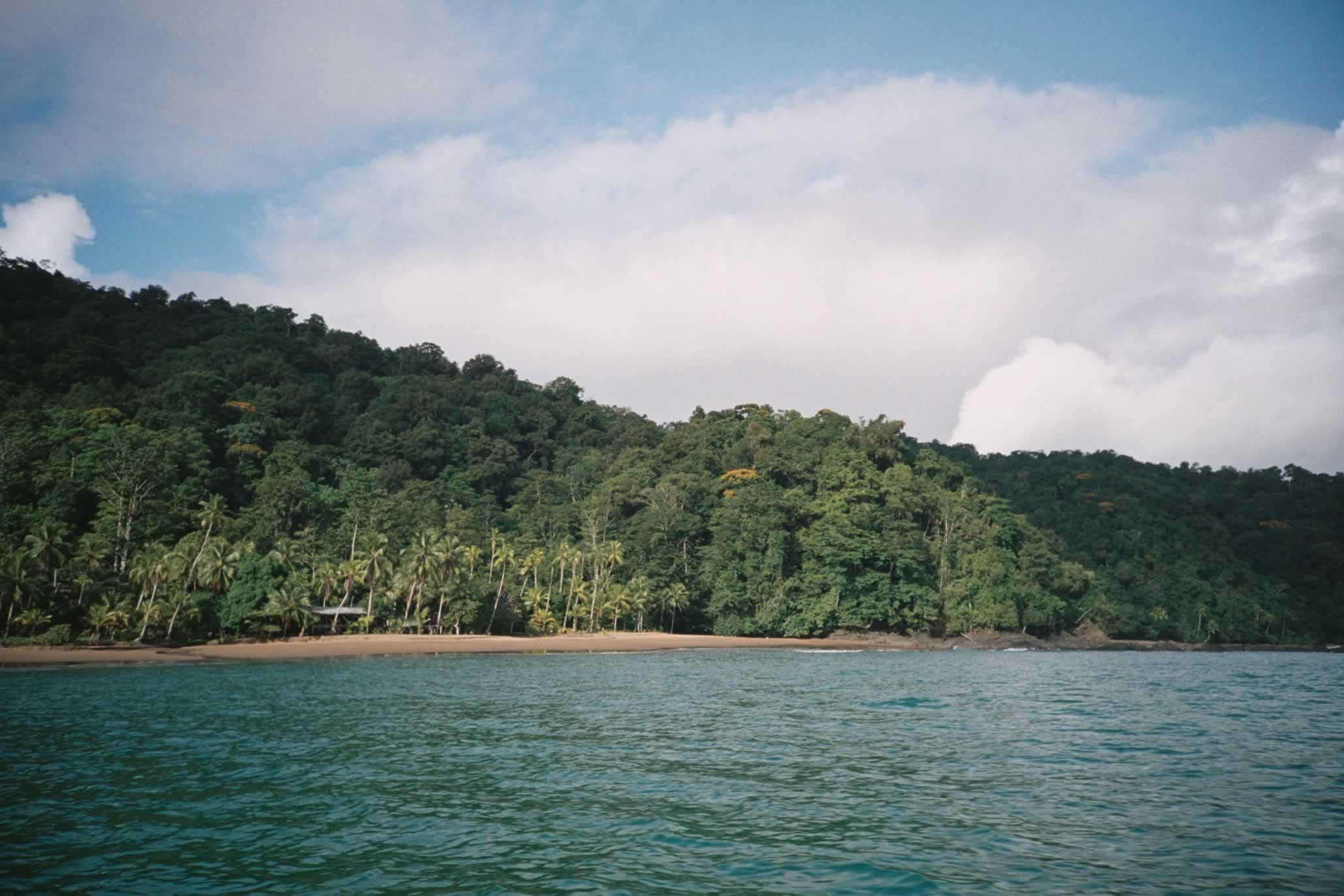
Océano Pacífico en Bahía Solano

- Bahía de Humboldt: lleva su nombre precisamente por la corriente de Humboldt (Bahía Solano).
- Bahía de Chirichiri: atravesada por la corriente de Humboldt o del Perú (Bahía Solano).
- Bahía de Nabugá (Bahía Solano).
- Bahía Solano: La bahía más importante por ser meca del turismo nacional en el Pacífico.
- Golfo de Cupica (en Bahía Solano).
- Cabo Corrientes: Una de las puntas más sobresalientes hacia el Pacífico colombiano, en el municipio de Nuquí y Bajo Baudó.
- Golfo de Tribugá (en Nuquí): es la bahía más profunda del continente americano y la segunda más profunda de la Tierra, y por ende posee la facilidad para la construcción de puertos.

Cabe destacar que en los municipios de la costa pacífica abundan los ecosistemas de manglar, y que estos cuentan con todos los tipos o especies de mangles y constituyen la fuente principal de la vida marina.

### Golfo de Urabá
El Golfo de Urabá es compartido con Antioquia y hace parte de la Región Caribe. El Chocó tiene la parte sur-occidental del Golfo limitando con Panamá, situado sobre el Mar Caribe.

### Clima
Clima intertropical lluvioso (Af en la tipología climática de Köppen). Junto con el área de Cherrapunji, en el noreste de la India, es la zona de más alta pluviosidad en todo el planeta con más de 9000 mm de precipitaciones anuales. Temperatura promedio 27 °C.

## Medio ambiente
El Chocó es una de las regiones con mayor biodiversidad en Colombia y en el mundo. Sus bosques tropicales desempeñan un papel fundamental en la captura de carbono y la mitigación del cambio climático. Sin embargo, la minería ha tenido un impacto significativo en estos ecosistemas, afectando la acumulación de biomasa aérea y la regeneración forestal. 
Un estudio reciente encontró que la biomasa aérea en bosques maduros del Chocó alcanza los 178.32 t ha−1, mientras que en áreas postmineras con 15 y 30 años de regeneración es de 35.17 y 56.3 t ha−1, respectivamente. La biomasa está influenciada por factores como el tipo de ecosistema, la riqueza de especies, la equidad y la textura del suelo, lo que resalta la importancia de la conservación y restauración de estos ecosistemas.

## Economía
La alta pluviosidad del departamento (una de las más altas del mundo), hace difícil la agricultura y, sin embargo, esta se realiza con cultivos de plátano, asaí, maíz, arroz, cacao, chontaduro y coco.
La explotación minera, donde gran parte de estas actividades se hacen en el litoral de San Juan, en el municipio donde se da mayor la explotación de metales es en el municipio de Condoto que es la capital mundial del platino. Gran parte de la explotación minera, en particular de oro, se realiza de manera ilegal, que termina siendo fuente de financiación para grupos al margen de la ley.
La ganadería es también importante, pero es la minería la principal fuente de ingresos como el oro, el platino, la plata, la caliza, el molibdeno y el cobre.
Posee un altísimo potencial de pesca fluvial y marítima que no ha sido técnicamente aprovechado. La riqueza maderera es considerable, pero se hace en muchos casos sin normas de protección medioambiental.
Muy pobre en cambio es el desarrollo industrial, el más bajo del país junto con Sucre, los departamentos de la Orinoquía y la Amazonía. La participación departamental en el producto interno bruto, PIB, del país es del 0,53 % del total nacional. Según el Departamento Administrativo Nacional de Estadística, DANE, el 79,7 % de la población del departamento tiene las necesidades básicas insatisfechas. Este aislamiento en infraestructura vial y en desarrollo económico, ha permitido que grupos al margen de la ley como las FARC y el ELN impongan su autoridad en esta zona y permitan el desarrollo de cultivos ilícitos como la hoja de coca, materia prima para la producción y fabricación de cocaína, lo que convierte a este departamento en uno de los más conflictivos. Aquí también ejercen su dominio las bandas criminales como los Urabeños, cuyo objetivo es controlar la producción y comercialización de cocaína, además de proteger la ruta hacia los puertos ubicados en la región del Urabá, en contra de la Fuerza Pública de Colombia, que busca el desmantelamiento de esta actividad ilícita.
Un lugar adecuado para la práctica del turismo de naturaleza y ecoturismo, pero los problemas de orden público en algunas regiones del departamento producen una imagen negativa, afectando municipios con condiciones para la práctica del turismo, que es tal vez la mayor potencialidad económica de esta región, siempre y cuando se haga de manera sostenible. Este sector viene creciendo de manera importante, mejorando las condiciones de vida de algunas regiones. Por otra parte la explotación maderera incontrolada, la explotación minera caótica y la acción de colonos, muchos de ellos del interior, están causando daños graves al ecosistema. Se creó para prevenir esto la Corporación Autónoma Regional para el Desarrollo Sostenible del Chocó (CODECHOCO).
Chocó es el departamento más pobre de Colombia, y su IDH es el menor del país también, siendo de 0,684 (medio) y, comparándolo con países, es similar al IDH de Bolivia.

## División político-administrativa
El Chocó cuenta con 31 municipios y 331 centros poblados.

## Etnografía y demografía
| Evolución de la población del departamento del Chocó (1912-2023)          |
|                                                                           |
| Población según censo. Población según proyección.Fuente: Statoids. DANE. |

El departamento tiene además una de las menores densidades de población por kilómetro cuadrado del país (7,27), y un alto porcentaje de población joven por debajo de los 15 años (45 %). En el territorio departamental están presentes las etnias de los pueblos Chocó, entre las cuales se distinguen como generalidad, los emberá y wounaan y sus respectivas lenguas. Sin embargo, dicha clasificación es pobre, dada una la gran diversidad lingüística presente en el área.
Entre los emberá, cuyo pueblo se extiende hasta Panamá, se distinguen los ribereños, que prefieren las cuencas fluviales como hábitat, y los serranos, que se extienden en la parte andina del Chocó que limita e incluye el Occidente de Antioquia.
La cultura de los ribereños se ha conservado mucho más, dada la poca atractividad del terreno selvático y cenagoso difícil para el cultivo que atrae usualmente al colono blanco, mientras los serranos se han visto más limitados por el natural expansionismo paisa.
El territorio del Chocó es el espacio natural de las culturas emberá y wounaan (o waunana), los cuales fueron llamados por los conquistadores españoles Los Chocoes.
Según el censo realizado por el DANE en el 2005 la composición étnica del departamento es:
- Afrocolombianos (82,1 %)
- Amerindios o indígenas (12,7 %)
- Blancos y mestizos (5,2 %)

### Inmigración
El más reciente censo general de la nación, realizado por el Departamento Administrativo Nacional de Estadística de Colombia (DANE), presenta los siguientes resultados acerca del país de nacimiento de los habitantes del departamento del Chocó:
| N.º        | País       | Población |
| ---------- | ---------- | --------- |
| 1          | Venezuela  | 788       |
| 2          | Panamá     | 92        |
| 3          | Ecuador    | 46        |
| 4          | Perú       | 16        |
| 5          | Brasil     | 10        |
| No informa | No informa | 91        |
| Otros      | Otros      | 73        |
| Total      | Total      | 1 116     |

## Fiestas
Entre las fiestas más importantes del Departamento se encuentran las fiestas patronales de San Francisco de Asís o como se conocen comúnmente "Las fiestas de Sanpacho" que se realizan anualmente del 20 de septiembre al 4 de octubre en Quibdó. Son fiestas de tradición religiosa y cultural donde sobresalen los disfraces en carrozas, las comparsas, los bundes, la chirimía y las procesiones de tipo religioso donde participan niños y grandes, reconocidas como patrimonio Nacional.

## Transporte y vías de comunicación
Las carreteras Quibdó-Medellín y Quibdó-Pereira son las principales vías que unen a la capital departamental, Quibdó, con el interior del país. Las principales formas de desplazamiento de víveres y personas se hacen a través de la red fluvial y marítima. El departamento tiene 9 aeropuertos menores.

### Vías terrestres
Como región selvática y de alta pluviosidad, el departamento carece de grandes infraestructuras terrestres. Sin embargo, las principales son las siguientes:
- Quibdó - Tutunendo - El 18 - El 12 - El 7 - Carmen de Atrato - La Mansa - Ciudad Bolívar - Salgar - Medellín.
- Quibdó - Yuto - Las Ánimas - Cértegui - Istmina - Condoto - Opogodó - Nóvita - Valencia (Risaralda) - Pereira.
- Bahía Solano - El Valle y próximamente se conectará con - Jurubidá - Tribugá.[cita requerida]

### Vía aérea
La forma más rápida de acceso al departamento y dentro del mismo es por aire y para ello existen numerosas compañías que prestan este servicio especialmente en avioneta. El Aeropuerto El Caraño en Quibdó es la principal pista y pone en conexión al Departamento con las principales ciudades del país.

### Vías fluviales
La red hidrográfica del Departamento ha probado ser la principal vía de transporte tanto marítima como por los numerosos ríos, entre los cuales los principales son el Atrato y el San Juan.

## Himno
| Estribillo Tierra chocoana que al grito de ¡Viva la Libertad!, para la historia has escrito una página inmortal. (bis). I Carrasquilla y Mallarino, Holguín, Conto y Jorge Isaacs, son tus hijos más gloriosos, intelectuales sin par. y en la gesta libertaria Buch, Montalvo y muchos más, eternizaron sus nombres que la historia acoge ya. | II Tus tres ríos seculares: Atrato, San Juan, Baudó, tus dos mares, tus canales, por Napipí y Truandó, abren rutas de progreso, de esperanza y promisión, y eres la tierra más rica, de nuestra rica nación. III Oro tienes y platino, Tierras fecundas y buenas, selvas vírgenes que brindan, flores, frutos y maderas. Y una juventud ansiosa de temprana y clara luz que enarbola entre sus manos la pala, el libro y la cruz. |